# Amniotom
Amniotom – narzędzie ginekologiczne służące do przeprowadzenia zabiegu przebicia pęcherza płodowego (amniotomii) u kobiety ciężarnej lub rodzącej. Wykonane zwykle ze stali nierdzewnej lub tworzywa sztucznego, zakończone haczykiem, przypomina z wyglądu szydełko